# Aurora Malagarriga i Ormart
Aurora Malagarriga i Ormart (Barcelona, 1883-1938), o Armart, va ser una pintora catalana de flors i fruits que va exposar a Barcelona i París durant el primer terç del segle xx.

## Biografia
Filla de Joaquim Malagarriga i Verdaguer i de Maria Ormart Vergara, natural de Montevideo, i neta de Sebastià Malagarriga i Codina (Barcelona 1815-24 d'abril de 1880), escultor de cera. Com la seva germana petita, Elvira, estudià a l'Escola de Belles Arts de Barcelona, La Llotja, com a deixebla del pintor Cristòfol Montserrat i de la pintora suïssa resident a Barcelona Kathinka B. De Lombart. Així mateix, va estudiar amb el pintor francès Jean Paul Laurens, durant els tres anys que va residir a París.
Va destacar com a pintora de flors i fruits i va tenir una breu carrera artística. El febrer de l'any 1900 es va poder veure una pintura seva representant l'assalt de les tropes espanyoles a Tetuan a l'aparador d'un establiment del passatge Bacardí de Barcelona. Aquell mateix any també va participar en l'exposició de la Societat Artística i Literària de Catalunya a la Sala Parés, galeria on també va exposar els anys 1904 i 1906, quan es va poder veure un nu femení de mida natural. Va presentar la seva obra al Saló de París com a mínim en dues ocasions: el 1910 la pintura titulada La lettre attendue par la négresse i el 1912 una cinquantena de pintures amb temes inspirats pels seus viatges per Espanya, Itàlia i França. Igualment, consta entre els artistes que van participar en el Salon des Indépendents de París, amb les obres El nostre gosset i Bretó.
El 1916 va exposar de nou a la Sala Parés i el 1918 consta entre els artistes de l'exposició organitzada pel Reial Cercle Artístic de Barcelona. S'ha documentat el mateix any en l'exposició d'art que organitzava l'Ajuntament de Barcelona al Palau de Belles Arts, en la qual va presentar una obra titulada Fruites. A principis de 1919 es van poder veure les seves obres a la Sala Goya de Barcelona, entre les quals Pobre viejo, La oración, Verano i Otoño. Uns anys més tard, el 1924, va exposar 26 olis a les Galeries Dalmau, entre els quals hi havia flors, figures i paisatge. La darrera exposició en què es té constància que va participar és el I Saló de Tardor de Barcelona que es va fer el 1936.